# Усть-Ярульский сельсовет
Усть-Ярульский сельсовет - сельское поселение в Ирбейском районе Красноярского края.
Административный центр - село Усть-Яруль.

## Население
| 2010 | 2012  | 2013  | 2014  | 2015  | 2016  | 2017  |
| ---- | ----- | ----- | ----- | ----- | ----- | ----- |
| 1177 | ↘1160 | ↘1145 | ↗1155 | ↘1129 | ↘1117 | ↘1106 |

## Состав сельского поселения
В состав сельского поселения входят 3 населённых пункта:
| № | Населённый пункт | Тип населённого пункта       | Население |
| - | ---------------- | ---------------------------- | --------- |
| 1 | Каменка          | деревня                      | 218       |
| 2 | Преображенка     | деревня                      | 264       |
| 3 | Усть-Яруль       | село, административный центр | 695       |

## Местное самоуправление
Усть-Ярульский сельский Совет депутатов
Дата избрания: 14.03.2010. Срок полномочий: 5 лет. Количество депутатов: 10
Глава муниципального образования
- Антонюк Геннадий Иванович. Дата избрания: 14.03.2010. Срок полномочий: 5 лет